# CVC Capital Partners
CVC Capital Partners (CVC) ist ein Finanzunternehmen aus Luxemburg. Das Unternehmen gehört zu den zehn größten Private-Equity-Unternehmen weltweit.

## Geschichte
CVC entstand 1981 als europäischer Arm des Private-Equity-Bereichs der US-amerikanischen Bank Citigroup unter dem Namen Citicorp Venture Capital. Seit einem Management-Buy-out im Jahr 1993 besitzt das Management von CVC das Unternehmen. Der geplante Börsengang wurde bereits mehrfach verschoben, unter anderem wegen Unsicherheiten auf dem Weltmarkt durch den Russisch-Ukrainischen Krieg.
CVC ist an verschiedenen Unternehmen beteiligt. Unter anderem in Frankreich und im Vereinigten Königreich an Unternehmen wie Kwik-Fit (2002–2005), The AA (2004), Debenhams (2003), Halfords (2002) und Minit (2006). Zu den größten Erwerbsbeteiligungen gehörte 2005 der Kauf von 86 % der Anteile am Unternehmen SLEC Holdings. SLEC ist das Holdingunternehmen der Formula One Group, inklusive der Formula One Administration, Eigentümerin der sportlichen Verwertungsrechte an der Formel 1. Im März 2006 erwarb CVC die letzten 14 % an der SLEC von der Bank Lehman Brothers.
Im Oktober 2006 wurden 75 % an dem Unternehmen PBL Media von CVC erworben. Im Juli 2007 erwarb CVC das US-amerikanische Unternehmen Samsonite, den Hersteller von Koffern.
2009 kaufte CVC das Osteuropageschäft der Brauerei Anheuser-Busch InBev für ca. 3 Milliarden Dollar und gründete die StarBev. Im Jahr 2012 verkaufte CVC StarBev für 2,65 Milliarden Euro an den nordamerikanischen Brauereikonzern Molson Coors.
CVC erwarb 2016 rund 60 % am Buchmacher Tipico und will mit neuen Sportarten sowie modernisierten Filialen Punkte sammeln. CVC war bereits vor dem Kauf von Tipico im Sportwetten-Sektor aktiv. Seit 2014 betreibt man mit Sky Bet einen Buchmacher, davor war CVC bereits bei William Hill beteiligt.
Im Januar 2017 verkaufte CVC seine Anteile an der SLEC an Liberty Media.
Ende April 2017 erwarb CVC 80 % der Anteile an der Schweizer Luxusuhrenmarke Breitling.
Im Juni 2019 kaufte CVC den Verpackungsbereich der Bosch-Gruppe, der heute den Namen Syntegon trägt.
2025 beteiligte sich CVC zu 50 % an der Therme Group.

## CVC in Deutschland
In Deutschland ist CVC an Unternehmen wie Elster Group, Flint, Parfümerie Douglas und der Metzeler Automotive Profile Systems beteiligt. Im Juli 2007 erwarb CVC die DYWIDAG-Systems International (DSI).
Im Januar 2024 gab CVC bekannt, sich an Sunday Natural, einem Berliner Hersteller und Händler von Vitaminpräparaten und Nahrungsergänzungsmitteln zu beteiligen.
Verkauft wurden inzwischen die Portfoliounternehmen Evonik Industries, Novem, Ista und Kalle.
Die Geschäfte von CVC in Deutschland, Österreich und der Schweiz werden seit Juni 2015 von Alexander Dibelius geleitet.
CVC bewarb sich 2024  um eine Beteiligung von bis zu acht Prozent an einer Tochter der DFL zur Verwertung von Bundesliga-Medienrechten.